# أدريان بيرنسايد
أدريان بيرنسايد (بالإنجليزية: Adrian Burnside)‏ هو لاعب كرة قاعدة أسترالي، ولد في 15 مارس 1977 في أليس سبرينغز في أستراليا.

## وصلات خارجية
- أدريان بيرنسايد على موقع دوري كرة القاعدة الرئيسي (الإنجليزية)
- أدريان بيرنسايد على موقع الدوري الياباني لكرة القاعدة (الإنجليزية)
- أدريان بيرنسايد على موقع دوري كوريا الجنوبية لكرة القاعدة (الإنجليزية)
- أدريان بيرنسايد على موقع دوري أستراليا لكرة القاعدة (الإنجليزية)
- أدريان بيرنسايد على موقعبيزبول رفرنس.كوم (الدوري الثانوي) (الإنجليزية)
- أدريان بيرنسايد على موقع إي إس بي إن.كوم (أم.أل.بي) (الإنجليزية)
- أدريان بيرنسايد على موقع مشجعي الرسوم البيانية (الإنجليزية)
- أدريان بيرنسايد على موقع اللجنة الأولمبية الدولية (الإنجليزية)
- أدريان بيرنسايد على موقع أوليمبيديا (الإنجليزية)
- أدريان بيرنسايد على موقع اللجنة الأولمبية الأسترالية (الإنجليزية)